# Troiano de Marte

O grupo L5 (em verde) e o grupo L4 (em azul claro) compõem os asteroides troianos da órbita de Marte. Marte está em vermelho. A órbita mais externa pertence a Júpiter.

Os troianos de Marte são um grupo de objetos que compartilham a órbita com Marte em torno do Sol. Eles podem ser localizados através de dois pontos de Lagrange diferentes, uns a 60º de Marte a frente do sentido do deslocamento orbital (em L4), e os outros logo atrás do planeta a 300º em relação ao mesmo plano (em L5). A origem destes asteroides troianos ainda não é conhecida. Uma das teorias sugere que os troianos marcianos foram capturados por Marte durante a formação do Sistema Solar. Entretanto, estudos de espectros destes objetos indicaram que possivelmente este não seja o caso. Outras explicações envolvem o fato dos asteroides terem sido capturados depois da formação do Sistema Solar, o que é algo questionável, considerando a baixa massa de Marte.
Atualmente, o grupo contém sete asteroides confirmados e estáveis nos pontos lagrangianos, e um candidato ainda não confirmado.
L4:
- (121514) 1999 UJ7

L5:
- 5261 Eureka
- (101429) 1998 VF31
- (385250) 2001 DH47
- (311999) 2007 NS2
- 2011 SC191
- 2011 UN63

Candidatos
- 2011 SL25